# Gare de Wainwright
La  gare de Wainwright dans la ville de Wainwright en Alberta est desservie par Via Rail Canada. C'est une gare sans personnel. Il y a 3 trains par semaine, dans chaque direction.